# Маріо Квесич
Маріо Квесич (босн. Mario Kvesić, нар. 12 січня 1992) — боснійський футболіст, півзахисник клубу «Спліт». Грав за молодіжну збірну Боснії і Герцеговини.

## Клубна кар'єра
У дорослому футболі дебютував 2010 року виступами за команду клубу «Широкі Брієг», в якій провів два сезони, взявши участь у 24 матчах чемпіонату. 
До складу клубу «Спліт» приєднався 2012 року. 

## Виступи за збірні
2008 року дебютував у складі юнацької збірної Боснії і Герцеговини, взяв участь у 3 іграх на юнацькому рівні.
З 2011 року залучався до складу молодіжної збірної Боснії і Герцеговини. На молодіжному рівні зіграв у 11 офіційних матчах, забив 2 голи.

## Титули і досягнення
- Чемпіон Словенії (2):

«Олімпія»: 2022/23
«Целє»: 2023/24
- Володар Кубка Словенії (2):

«Олімпія»: 2022/23
«Целє»: 2024/25